# قرار مجلس الأمن التابع للأمم المتحدة رقم 1499
قرار مجلس الأمن التابع للأمم المتحدة رقم 1499، المتخذ بالإجماع في 13 آب / أغسطس 2003، بعد الإشارة إلى القرارات السابقة بشأن الحالة في جمهورية الكونغو الديمقراطية، بما في ذلك القراران 1457 (2003) و1493 (2003)، مدد المجلس ولاية فريق تحقيق نهب الموارد الطبيعية في البلاد حتى 31 أكتوبر 2003.
رحب مجلس الأمن بتشكيل حكومة وطنية انتقالية في جمهورية الكونغو الديمقراطية، لكنه أشار إلى استمرار الاستغلال غير القانوني للموارد الطبيعية للبلاد، لا سيما في الشرق. واعترف بأن تبادل المعلومات ومحاولات حل القضايا من شأنه أن يساعد في شفافية عمل الفريق، ويسلط الضوء على مسألة استغلال الموارد الطبيعية والصلات مع الاتجار بالأسلحة.
طُلب من الأمين العام كوفي عنان تمديد ولاية لجنة التحقيق حتى 31 أكتوبر / تشرين الأول 2003، عندما يحين موعد تقديم تقرير بنتائجها. وكرر القرار مطالبة المجلس بأن تضع جميع الدول المعنية على الفور حدا للاستغلال غير المشروع للموارد الطبيعية في جمهورية الكونغو الديمقراطية. وصدرت تعليمات للجنة لتقديم المعلومات إلى الحكومات المعنية من أجل اتخاذ الإجراءات المناسبة.
حددت لجنة التحقيق الأفراد والشركات المتورطين في أنشطة غير مشروعة وأي إجراءات أخرى سيتم اتخاذها.

## روابط خارجية
- نص القرار في undocs.org